# 大北方戰爭
大北方戰爭（俄语：Северная война，1700年 - 1721年），又稱北方大戰，是沙俄與瑞典之間在1700年爆發的戰爭，主因是為了奪取波羅的海出海口。此戰爭使得俄國全面擊潰瑞典進而稱霸波羅的海，瑞典由歐洲列強的名單上消失。

## 历史

### 戰雲密佈
在三十年戰爭和第二次北方战争之後，瑞典獲得了波羅的海的制海權。同時間，俄國在彼得大帝改革後迅速發展，但仍欠缺一個可以與西方國家聯繫的出海口。1699 年，彼得大帝藉著波羅的海沿岸各國與瑞典發生衝突，與薩克森、丹麥結成了「北方同盟」，開始著手發動對瑞典的戰爭。

### 戰爭爆發
1700 年 8 月，俄國正式對瑞典宣戰，彼得大帝親率3.5萬俄軍進逼瑞典的納爾瓦要塞，但在此之前，瑞典國王卡爾十二世在里加和荷爾斯泰因分別擊潰了薩克森和丹麥的軍隊。在納爾瓦戰役中，卡爾十二世大敗缺乏後援的彼得大帝，庫爾蘭也被卡爾十二世攻佔。卡爾十二世再親率主力攻進波蘭立陶宛聯邦，很快便攻佔華沙、克拉科夫等城鎮，並逼使波蘭國王奧古斯特二世退位，另立斯坦尼斯瓦夫·萊什琴斯基為波蘭國王。

### 俄國反攻
但就在此時，彼得大帝乘瑞典軍隊逗留在波蘭，無暇東顧，再度建立強大的陸軍，並且組建了新的海軍。隨即出兵攻佔波羅的海沿岸的諾特堡、尼恩尚茨、揚堡、科波里耶和納爾瓦等眾多要塞，並在波羅的海出海口處營建新的都城聖彼得堡，俄國從此獲得了通往西方的海上通道。

### 瑞典进攻
1704年俄國再與波蘭簽署《納爾瓦條約》，以利夫蘭、埃斯特蘭兩地割給波蘭為條件，誘使波蘭出兵參戰。卡爾十二世注意到俄國的舉動，決定搶先進攻俄國，以防俄國坐大。他首先制服波蘭，以防其與俄國左右夾擊瑞典，再與哥薩克的領袖伊萬·馬澤帕締結同盟，在準備妥當後，他於1708年1月親率瑞典軍從波蘭進逼俄國。

### 俄國獲勝
卡爾十二世所率領的瑞典軍雖然在數量上佔優，但由於俄軍採取堅壁清野的策略，而且瑞典軍因長途行軍已呈現疲態，因此只得向南推进，待在烏克蘭等待援軍，但彼得大帝卻親自統率俄軍的精銳部隊从中攔截瑞典援軍。1709年，瑞典軍补给线难以维持，無法再待在烏克蘭，惟有進攻波爾塔瓦，以求出路，卻被彼得大帝親率俄軍馳援所阻。該年7月6日，兩軍進行大決戰，瑞典軍被擊敗，俄軍不放過瑞典殘兵，全面追擊，結果瑞典軍全軍覆沒，是為波爾塔瓦會戰。從此瑞典不再有能力與俄國爭霸。丹麥、薩克森再度與俄國締結同盟。1710年俄軍攻佔里加、雷瓦爾、凱克斯霍爾姆、維堡、厄塞爾島及波蘭，瑞典軍無法抵抗，節節敗退。

### 土軍出擊
卡爾十二世戰敗後逃至鄂圖曼土耳其，並說服了蘇丹艾哈迈德三世向俄國進攻，第三次俄土战争爆發。俄軍被逼暫停進攻瑞典，但與土耳其作戰的俄軍仍因兵力薄弱被土軍包圍。1711年，彼得大帝逼於無奈，對鄂圖曼土耳其作出妥協，與其簽訂《普魯特和約》，並隨即進攻芬蘭，侵佔赫爾辛基及圖爾庫。此時卡爾十二世則在比薩拉比亞與班達與俄軍作殊死對抗，但鄂圖曼土耳其因已與俄國議和，所以逼使他離開。1714年，俄國的波羅的海艦隊在甘古特會戰大敗瑞典艦隊，逼使瑞典軍撤出芬蘭，卡爾十二世無法再抵抗，只得向俄國求和。

### 俄國稱霸
1718年卡爾十二世於進攻挪威時陣亡，該年俄瑞兩國雖有和平談判，但談判以失敗收場，因此戰爭於1719年再度爆發。俄國波羅的海艦隊在厄塞爾海戰和克琅加姆島海戰再度大敗瑞典艦隊。1720年俄軍攻進瑞典，瑞典兵敗如山倒，只得與俄國進行不平等的和談。1721年，兩國簽訂《尼斯塔德條約》，瑞典喪失大片土地，在三十年戰爭後所得的優勢盡失，而俄國則取得了波羅的海的出海口，並從此稱霸波羅的海，成為歐洲列強之一。

### 引用
1. ↑  Ericson, Lars, Svenska knektar (2004) Lund: Historiska media[页码请求]
2. ↑  Teemu Keskisarja (2019). Murhanenkeli. p. 244. Kustannusosakeyhtiö Siltala. ISBN 978-952-234-638-4.
3. ↑  Урланис Б. Ц. . М.: Изд-во соц.-экон. лит-ры. 1960: 55.
4. ↑  Pitirim Sorokin "Social and Cultural Dynamics, vol.3"
5. ↑  Lindegren, Jan, Det danska och svenska resurssystemet i komparation (1995) Umeå : Björkås : Mitthögsk[页码请求]
6. ↑  許智偉 <丹麥史> P54起

### 中文資料
- 战争列表
- 北方戰爭(Great Northern War)
- 北方戰爭（1700年～1721年）

### 英文資料
- 本条目包含来自公有领域出版物的文本: Chisholm, Hugh (编).  (第11版). London: Cambridge University Press. 1911.
- Sweden and the Baltic, 1523 - 1721, by Andrina Stiles, Hodder & Stoughton, 1992  ISBN 0-340-54644-1
- The Struggle for Supremacy in the Baltic: 1600-1725 by Jill Lisk; Funk & Wagnalls, New York, 1967
- The Northern Wars, 1558-1721 by Robert I. Frost; Longman, Harlow, England; 2000  ISBN 0-582-06429-5
- Norges festninger by Guthorm Kavli; Universitetsforlaget; 1987; ISBN 82-00-18430-7
- Admiral Thunderbolt by Hans Christian Adamson, Chilton Company, 1958
- East Norway and its Frontier by Frank Noel Stagg, George Allen & Unwin, Ltd. 1956